# Pedicularis pubiflora
Pedicularis pubiflora är en snyltrotsväxtart som beskrevs av Aleksei Ivanovich Vvedensky. Pedicularis pubiflora ingår i släktet spiror, och familjen snyltrotsväxter. Inga underarter finns listade i Catalogue of Life.